# Petiville (Calvados)
Pour les articles homonymes, voir Petiville.
Petiville est une commune française située dans le département du Calvados en région Normandie, peuplée de 559 habitants.

## Géographie
Petiville se situe à 2 km au nord de Bavent à
49° 14′ 36″ N, 0° 10′ 30″ O.
| Bavent | Varaville | Varaville         |
| Bavent | Petiville | Varaville, Bavent |
| Bavent | Bavent    | Bavent            |

Le 1er janvier 2017, la commune passe de l'arrondissement de Caen à celui de Lisieux.

### Hydrographie
La commune est située dans le bassin Seine-Normandie. Elle est drainée par la Divette et  et un autre petit cours d'eau,.
La Divette, d'une longueur de 15 km, prend sa source dans la commune de Touffréville et se jette  dans la Dives à Cabourg, après avoir traversé six communes. 

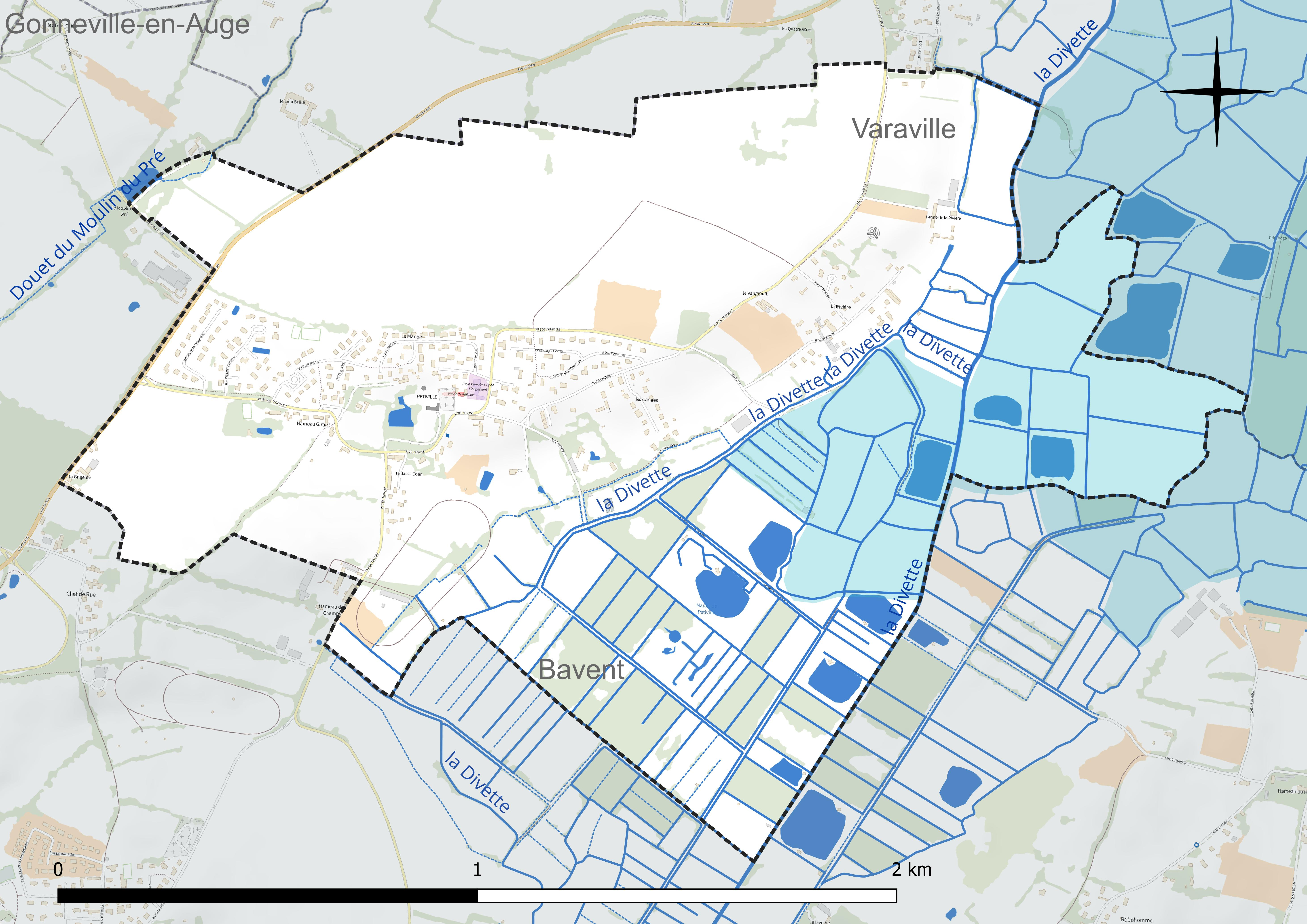
Réseau hydrographique de Petiville.

### Climat
Pour des articles plus généraux, voir Climat de la Normandie et Climat du Calvados.
En 2010, le climat de la commune est de type climat océanique altéré, selon une étude du CNRS s'appuyant sur une série de données couvrant la période 1971-2000. En 2020, Météo-France publie une typologie des climats de la France métropolitaine dans laquelle la commune est exposée à un climat océanique et est dans la région climatique Normandie (Cotentin, Orne), caractérisée par une pluviométrie relativement élevée (850 mm/a) et un été frais (15,5 °C) et venté. Parallèlement le GIEC normand, un groupe régional d'experts sur le climat, différencie quant à lui, dans une étude de 2020, trois grands types de climats pour la région Normandie, nuancés à une échelle plus fine par les facteurs géographiques locaux. La commune est, selon ce zonage, exposée à un « climat des plateaux abrités », correspondant à la plaine agricole de Caen à Falaise, sous le vent des collines de Normandie et proche de la mer, se caractérisant par une pluviométrie et des contraintes thermiques modérées.
Pour la période 1971-2000, la température annuelle moyenne est de 10,8 °C, avec une amplitude thermique annuelle de 12,2 °C. Le cumul annuel moyen de précipitations est de 709 mm, avec 11,3 jours de précipitations en janvier et 7,5 jours en juillet. Pour la période 1991-2020, la température moyenne annuelle observée sur la station météorologique la plus proche, située sur la commune de Sallenelles à 5 km à vol d'oiseau, est de 11,8 °C et le cumul annuel moyen de précipitations est de 735,8 mm,. Pour l'avenir, les paramètres climatiques de la commune estimés pour 2050 selon différents scénarios d'émission de gaz à effet de serre sont consultables sur un site dédié publié par Météo-France en novembre 2022.

## Urbanisme

### Typologie
Au 1er janvier 2024, Petiville est catégorisée bourg rural, selon la nouvelle grille communale de densité à 7 niveaux définie par l'Insee en 2022.
Elle est située hors unité urbaine. Par ailleurs la commune fait partie de l'aire d'attraction de Caen, dont elle est une commune de la couronne,. Cette aire, qui regroupe 296 communes, est catégorisée dans les aires de 200 000 à moins de 700 000 habitants,.

### Occupation des sols
L'occupation des sols de la commune, telle qu'elle ressort de la base de données européenne d'occupation biophysique des sols Corine Land Cover (CLC), est marquée par l'importance des territoires agricoles (82,1 % en 2018), en diminution par rapport à 1990 (92,6 %). La répartition détaillée en 2018 est la suivante :
terres arables (36 %), prairies (32,9 %), zones agricoles hétérogènes (13,2 %), zones urbanisées (10,6 %), forêts (7,4 %). L'évolution de l'occupation des sols de la commune et de ses infrastructures peut être observée sur les différentes représentations cartographiques du territoire : la carte de Cassini (XVIIIe siècle), la carte d'état-major (1820-1866) et les cartes ou photos aériennes de l'IGN pour la période actuelle (1950 à aujourd'hui).

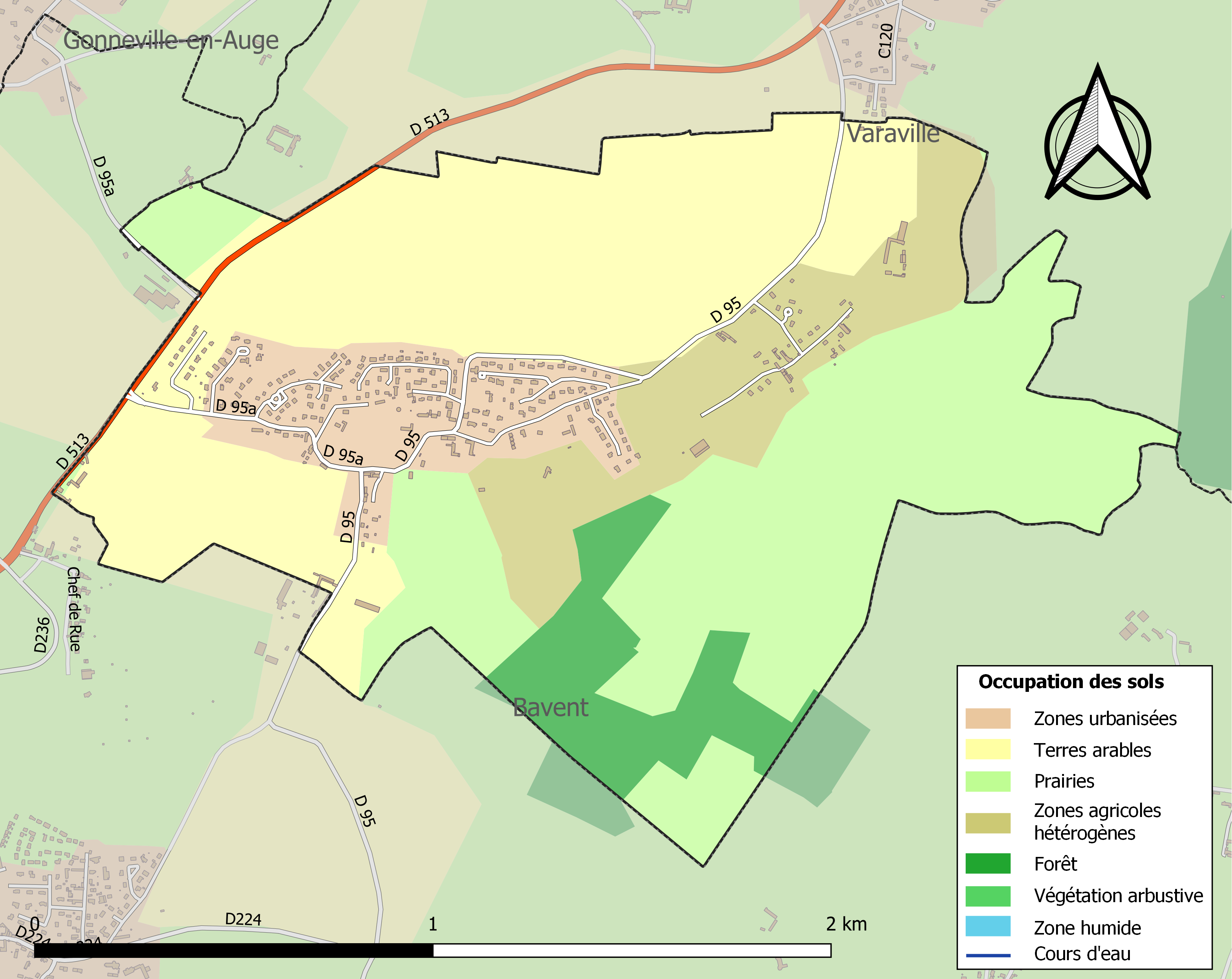
Carte des infrastructures et de l'occupation des sols de la commune en 2018 (CLC).

## Toponymie
Le nom de la localité est attesté sous les formes Parva Villa en 1198 ; Petievile en 1264 ; Petit Ville (fief de haubert) en 1450.
Nom de lieu médiéval en -ville au sens ancien de « domaine rural » ou ici « village », précédé de l'adjectif petit, comme Petiville (Seine-Maritime), désigne littéralement une « petite ville ».

## Politique et administration

### Liste des maires

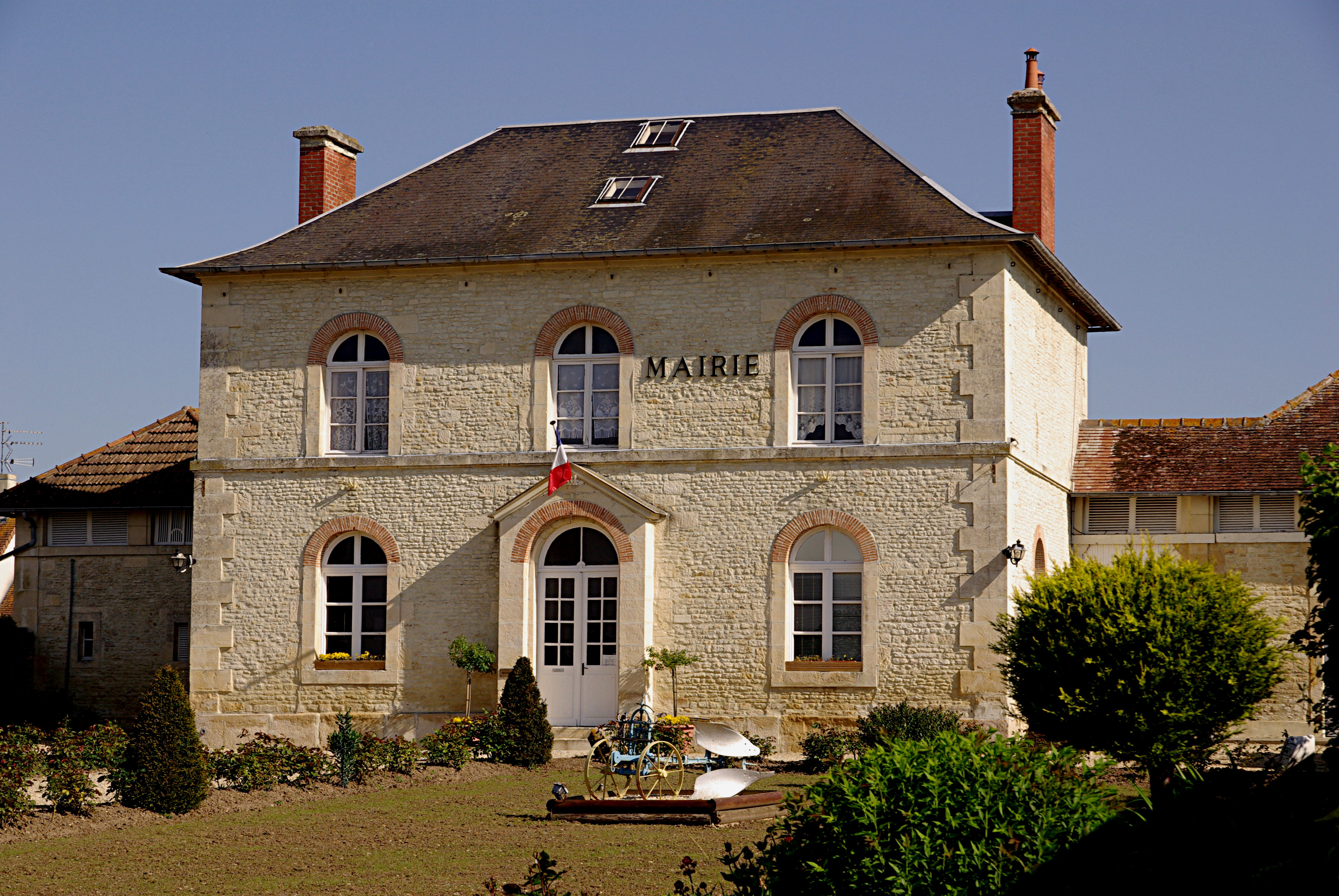
La mairie.

| Période                                  | Période   | Identité        | Étiquette | Qualité     |
| ---------------------------------------- | --------- | --------------- | --------- | ----------- |
| ?                                        | mars 2001 | Lucien Courcier |           |             |
| mars 2001                                | En cours  | Lionel Maillard | SE        | Agriculteur |
| Les données manquantes sont à compléter. |           |                 |           |             |

### Jumelages
La commune est jumelée avec :
- Lydford (Royaume-Uni).

## Population et société

### Démographie
L'évolution du nombre d'habitants est connue à travers les recensements de la population effectués dans la commune depuis 1793. Pour les communes de moins de 10 000 habitants, une enquête de recensement portant sur toute la population est réalisée tous les cinq ans, les populations de référence des années intermédiaires étant quant à elles estimées par interpolation ou extrapolation. Pour la commune, le premier recensement exhaustif entrant dans le cadre du nouveau dispositif a été réalisé en 2005.
En 2022, la commune comptait 559 habitants, en évolution de +12,93 % par rapport à 2016 (Calvados : +1,58 %, France hors Mayotte : +2,11 %).
| 1793 | 1800 | 1806 | 1821 | 1831 | 1836 | 1841 | 1846 | 1851 |
| ---- | ---- | ---- | ---- | ---- | ---- | ---- | ---- | ---- |
| 142  | 98   | 148  | 209  | 212  | 215  | 190  | 167  | 158  |

| 1856 | 1861 | 1866 | 1872 | 1876 | 1881 | 1886 | 1891 | 1896 |
| ---- | ---- | ---- | ---- | ---- | ---- | ---- | ---- | ---- |
| 171  | 184  | 189  | 178  | 162  | 158  | 165  | 145  | 125  |

| 1901 | 1906 | 1911 | 1921 | 1926 | 1931 | 1936 | 1946 | 1954 |
| ---- | ---- | ---- | ---- | ---- | ---- | ---- | ---- | ---- |
| 103  | 98   | 107  | 95   | 116  | 99   | 116  | 111  | 145  |

| 1962 | 1968 | 1975 | 1982 | 1990 | 1999 | 2005 | 2006 | 2010 |
| ---- | ---- | ---- | ---- | ---- | ---- | ---- | ---- | ---- |
| 164  | 163  | 159  | 271  | 400  | 432  | 448  | 473  | 523  |

| 2015 | 2020 | 2022 | - | - | - | - | - | - |
| ---- | ---- | ---- | - | - | - | - | - | - |
| 487  | 547  | 559  | - | - | - | - | - | - |

### Manifestations culturelles et festivités
- Les illuminations de Noël.
- Messe de la Saint-Blaise le premier dimanche de février.

## Culture locale et patrimoine

### Lieux et monuments
- L'église Notre-Dame (XVIIe siècle, remaniée).
- La mairie (XVIIIe/XIXe).
- Manoir et colombier (XVIIe).

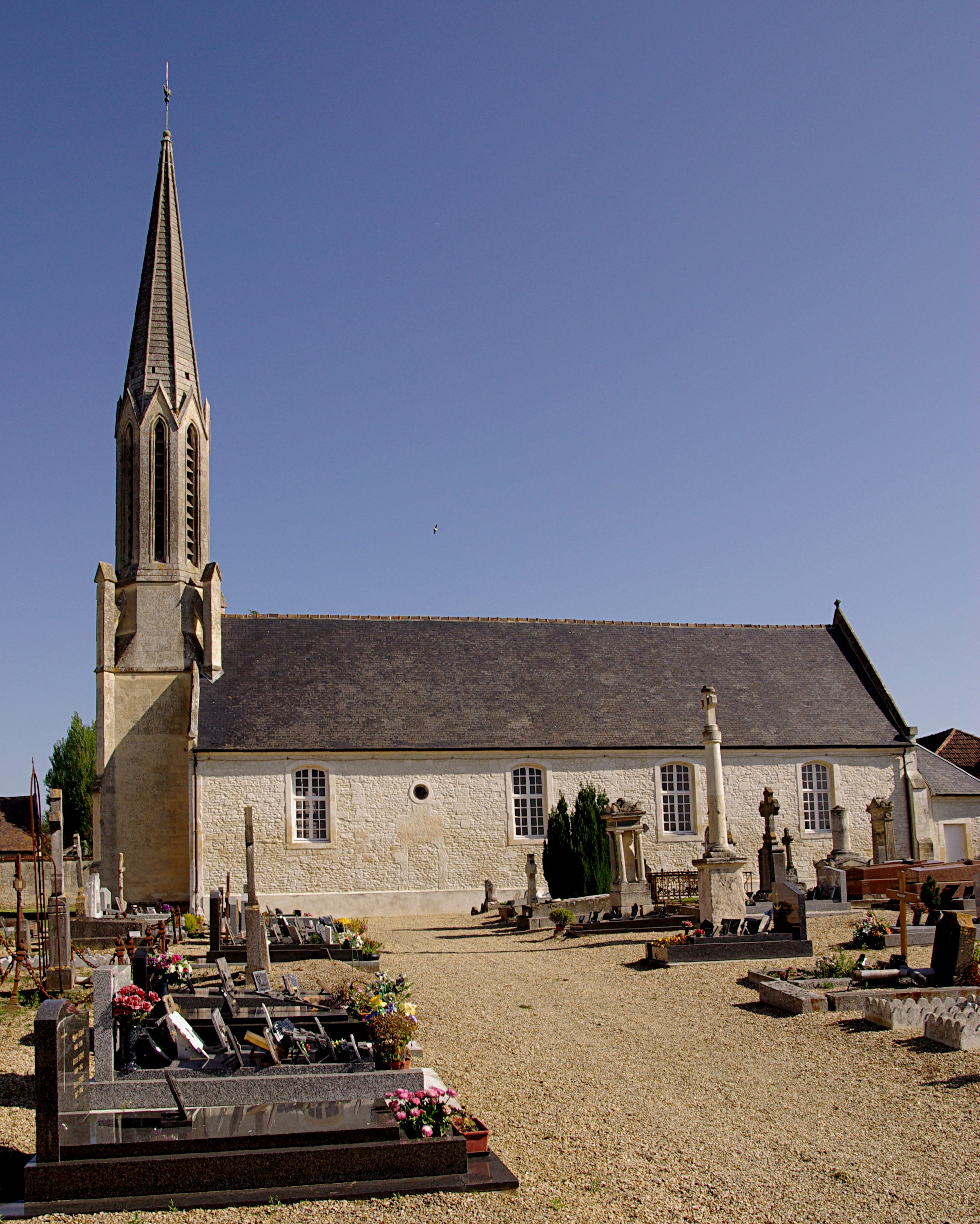
L'église Notre-Dame.
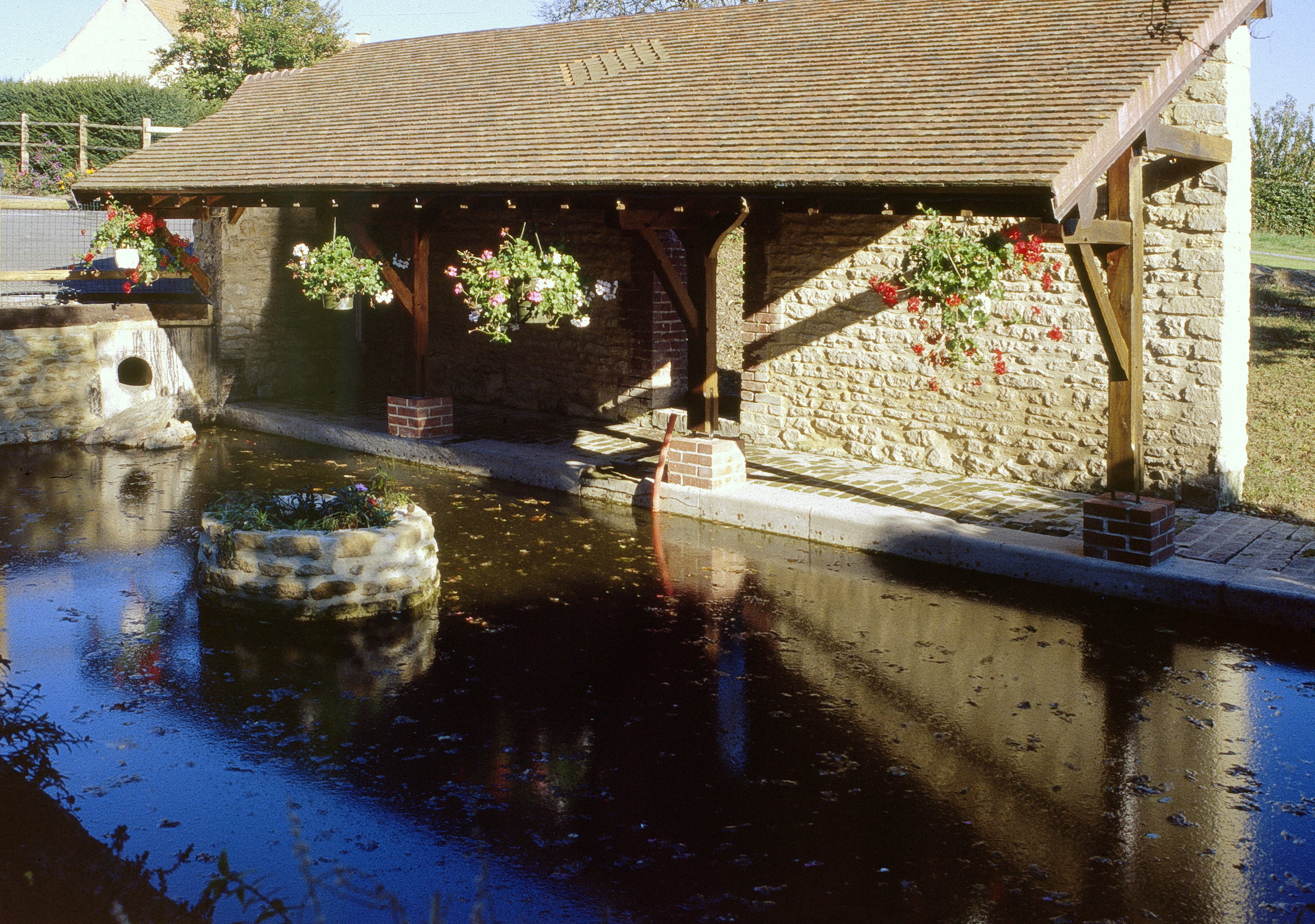
Le lavoir.

### Héraldique
|  | Les armes de la commune de Petiville se blasonnent ainsi : D'argent au lion de gueules accompagné de trois feuilles de vigne de sinople posées 2, 1. |